# Филипс, Мэри
Мэри «Полли» Филлипс (Mary Philipse) (1730-1825) — средняя дочь Фридриха Филлипса II, 2-го лорда Филлипсбургского поместья округа Уэстчестер, Нью-Йорк. Являясь членом семьи англо-голландского происхождения, она была богатой наследницей, возможно, ранней любовью Джорджа Вашингтона и светской львицей Нью-Йорка. Она была замужем за бывшим полковником британской армии, и её лоялистские симпатии во время Войны за независимость изменили её жизнь.
Мэри Филипп Моррис в возрасте 22 лет унаследовала одну треть отцовского «Хайленд патент» площадью примерно 650 км2, который простирался от Гудзонских гор на Западном берегу Нижнего Гудзона до колонии Коннектикут на востоке.
В 1758 году она вышла замуж за нью-йоркского англичанина Роджера Морриса (1727 — 1794), который активно участвовал в Франко-индейской войне.
С назначением Роджера в губернаторский Совет провинции Нью-Йорк супруги стали опорой местных правящих кругов. Через год после свадьбы у Морриса появилось большое загородное поместье Маунт-Моррис, построенное на севере Манхэттена между реками Гудзон и Гарлем, на месте нынешних Вашингтон-Хайтс.
Семья жила там до 1775 года. Роджер бежал в Англию в начале Войны за независимость, вернувшись через два года. В 1779 году правительство колонии Нью-Йорка конфисковало как личную собственность Морриса, так и наследство Мэри. Несмотря на гарантию реституции в Парижском договоре 1783 года, компенсации не было. Семья переехала в Англию.
Позже выяснилось, что положение в брачном соглашении супружеской пары, создающее жизненное доверие, передаваемое их детям, защищало её наследство патента Хайленда от законопроекта о конфискации имущества 1779 года. В 1809 году наследники Морриса наконец получили от американского коммерсанта Джона Джейкоба Астора 20 000 фунтов стерлингов за свои права на спорные земли.
Мэри умерла в Йорке в возрасте 95 лет в Англии. Над ее могилой в церкви Сен-Сейвьер установлен памятник.

## Горное наследство

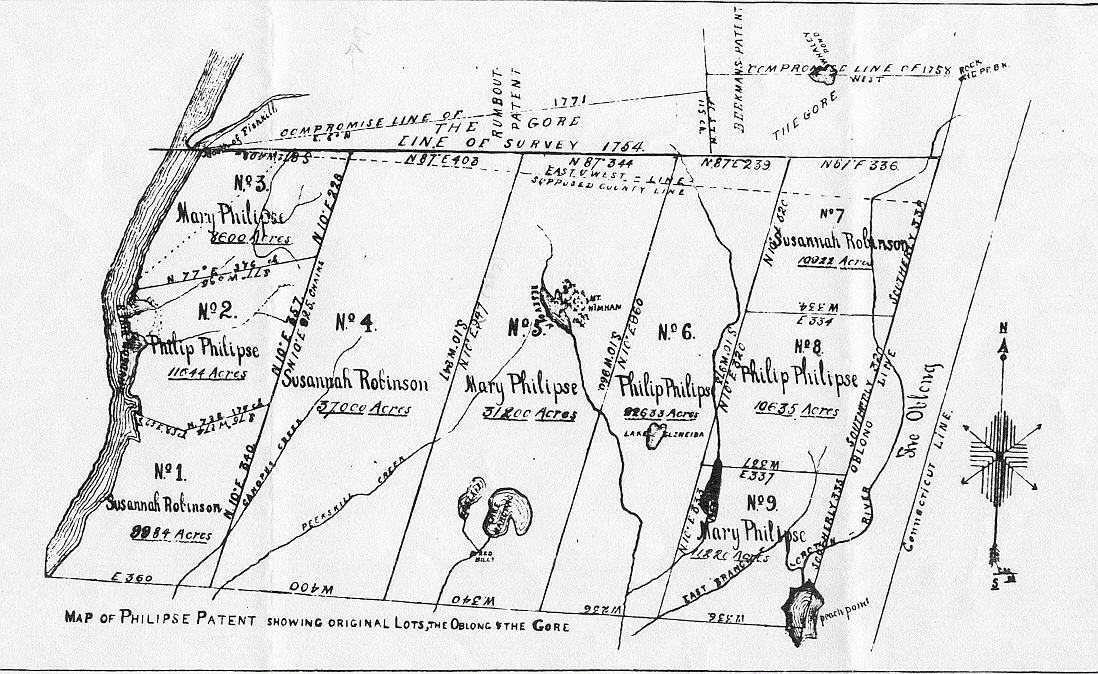
Карта Патента Филлипса, показывающая владения Филиппа, Сюзанны и Марии Филлипс

Мэри, как и её старший брат Филиппом, старшая сестра Сюзанна (1727—1822) и младшая сестра Маргарет (1733—1752), наследницей одной четвёртой части от «Хайландского патента», владения её отца (650 км2, позже известено как Патент Филлипса, сейчас на территории округа Путнэм на юго-востоке Нью-Йорка).
Маргарет Филлипс умерла без завещания, и её доля в Патенте была поровну поделена между названными ныне живущими братьями и сестрами. Перераспределение земель между ними было произведено в 1754 году.

## Вашингтонская легенда

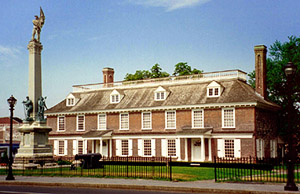
Поместье Филлипса в сегодняшнем районе Йеткерс на площади Гетти

Джордж Вашингтон был полковником на службе в британской армии во время Североамериканского театра Семилетней войны с 1753 по 1758 год. Он был знаком с Джозефом Чу (р. 1725), колониальным торговцем и портовым инспектором в Нью-Лондоне, штат Коннектикут, через брата Чу Колби, который служил в полку штата Вирджиния в Вашингтоне. Чу был другом семейства Робинсон и Филлипс. В начале 1756 года Вашингтон оказался в компании бывшего капитана Беверли Робинсона и его жены Сюзанны, старшей сестры Мэри. Мэри, известная как «Полли», привлекла внимание Вашингтона. В 1756—1757 годах Чу написал ему несколько писем, которые выжили и породили легенду об обреченной любви Вашингтона к Мэри Филлипс. Письма Вашингтона Чу или Полли никогда не появлялись.
Чу часто останавливался в поместье Филлипса на Гудзоне в сегодняшнем Йонкерсе, во время своих поездок в Бостон, и посещал Мэри в доме Робинсонов на Гудзоне в Патенте Филлипса. Среди его писем были следующие отрывки:
- 4 марта 1756 года: «У меня есть письмо от нашего достойного друга Б. Робинсона, он, миссис Робинсон, приятная мисс Полли и вся его семья в порядке».
- 14 марта 1757 года: «Я сейчас нахожусь у мистера Робинсона, он, миссис Робинсон и его дорогая маленькая семья все в порядке, и они желают вам комплиментов. Симпатичная мисс Полли находится в том же состоянии и в том положении, в котором вы её видели». («Состояние и ситуация» относятся к предполагаемой привязанности Мэри к Вашингтону.)
- 13 июля 1757 года: "Что касается последней части вашего письма, что мне сказать? Я часто получал удовольствие от завтрака с очаровательной Полли. Роджер Моррис был там (не пугайтесь), но не всегда; вы знаете, он — дамский угодник… "(Моррис в конечном итоге женился на Мэри Филипс в январе 1758 года.)
- 13 июля 1757 года: «Я намереваюсь отправиться завтра в Нью-Йорк, где я не буду желать, чтобы мисс Полли знала, что ей искренне нравится мой друг, и я уверен, что если бы у нее были мои глаза, чтобы увидеть её, она бы предпочла его всем остальным». («Друг» — Джордж Вашингтон.)

По словам Вашингтонского биографа Дугласа Саутхолла Фримена, связь между Джорджем и Полли считалась возможной.
В течение года после его упоминания Мэри и Роджер Моррис поженились.

## Война за независимость

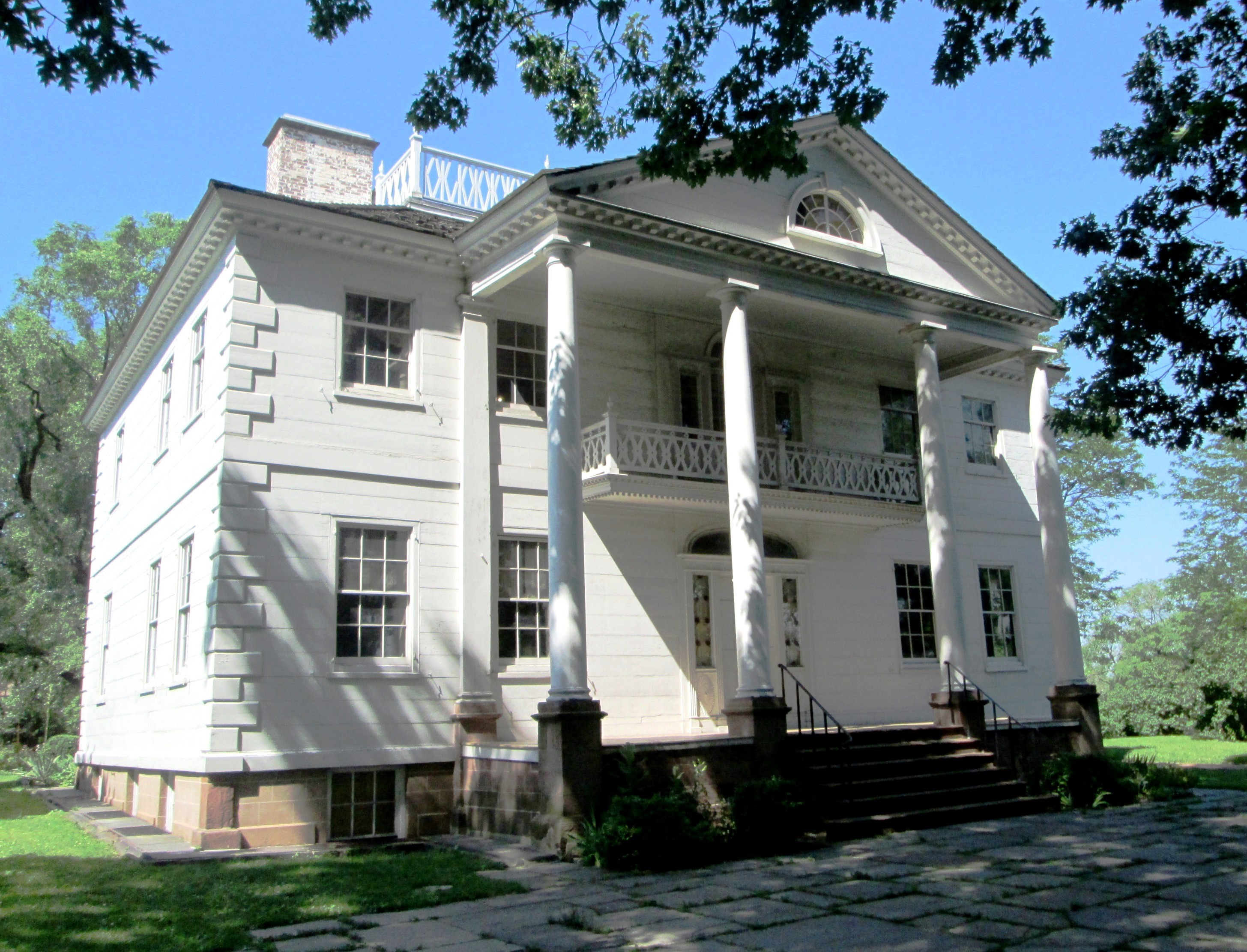
Маунт-Моррис, сегодня особняк Моррис-Джумел, в районе Вашингтон-Хайс на севере Манхэттена. Генерал Джордж Вашингтон использовал его в качестве штаб-квартиры в годы войны.

Моррис и его семья жили в Маунт-Моррис с 1765 до 1775 года, когда началась Война за независимость. Лоялист Моррис отправился в Англию в начале войны, в то время как его жена и семья жили в поместье семьи в Йонкерсе. С 14 сентября по 20 октября 1776 года генерал Джордж Вашингтон использовал особняк Морриса в качестве своего временного штаба. Нет никаких сообщений о какой-либо связи во время войны между Вашингтоном и Полли.
Моррис вернулся в Нью-Йорк в 1777 году, после того как город был захвачен англичанами. В 1779 году комиссарами конфискации нью-йоркской колонии были конфискованы поместья 58 видных лоялистов, включая дом Морриса и долю Марии в патенте Филипса. Несмотря на гарантию реституции в Парижском договоре 1783 года, компенсация не была получена.

## После войны

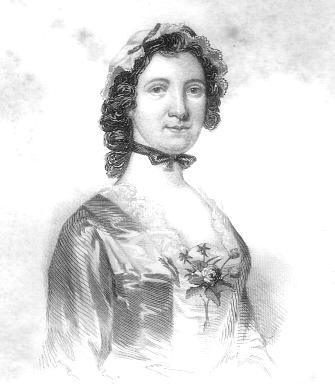
Мэри Филипс Моррис, рисунок 1846 года.

Перед свадьбой Филипс и Моррис подписали брачный договор, согласно которому муж и жена делят пожизненную аренду имущества, переданного их детям после их смерти. После войны впоследствии было доказано в суде, что в результате доля Морриса в патенте Филипса была передана их детям и не была достигнута по нью-йоркскому законопроекту о праве собственности. К сожалению, эта резолюция просуществовала несколько десятилетий, прежде чем был достигнут прогресс.
В 1809 году первый барон-разбойник Америки, Джон Джейкоб Астор, выкупил долю наследников Морриса, включая Полли, за эту собственность за 20 000 фунтов стерлингов, а затем подал иск против государства, чтобы вернуть земли — или, по крайней мере, арендную плату, причитающуюся им — от бывших фермеров-арендаторов, которые смогли приобрести свои владения у колониального правительства Нью-Йорка за часть своей стоимости в темные дни революции, когда Континентальная армия отчаянно нуждалась в средствах
Уловка Астора провалилась, но семья Моррисов смогла удержать его плату. Только в 1832 году штат Нью-Йорк заплатил Астору около 561 000 долларов, чтобы он отказался от своих претензий.

## Семья
У Морриса было два сына и две дочери. Сыновья Амхерст и Генри Гейдж оба служили в Королевском флоте в качестве лейтенанта и контр-адмирала, соответственно.